# Javier Dulzaides
Javier Dulzaides López (La Habana, 9 de agosto de 1993) es un actor cubano nacionalizado peruano, que ha desarrollado la mayor parte de su carrera artística en series de televisión y telenovelas nacionales e internacionales. Dentro de sus papeles en ellas, se ha destacado por sus papeles antagónicos principales en las producciones peruanas Ven, baila, quinceañera, Cumbia pop y Tu nombre y el mío.

## Biografía

### Primeros años
Nació el 9 de agosto de 1993 en La Habana, República de Cuba; bajo el nombre completo de Javier Dulzaides López. Es el hijo de los actores cubanos nacionalizados peruanos Tony Dulzaides y Maryloly López. Vivió sus primeros años en su ciudad natal hasta la edad de 4 años, cuando se muda a Lima, debido al trabajo de sus padres. Estudió la carrera de ciencias de la comunicación en la Universidad de Lima, bajo la especialidad de técnicas audiovisuales.

### Trayectoria
Comenzó su carrera artística a los quince años participando como extra en producciones peruanas. Pero fue en el año 2013, cuando se incorpora al elenco de la telenovela Avenida Perú de ATV, bajo el papel de Lucas Flores, llegando a obtener la nominación de los Premios TV, Teatro y Cine en la categoría «Mejor debut».
En el año 2015, alcanzaría un reconocimiento en la televisión peruana, asumiendo el antagónico principal de la telenovela Ven, baila, quinceañera de América Televisión bajo el papel de Mauricio Pablo Chávez, el acosador de la protagonista Rossy Castillo, volviendo a interpretar el papel en la segunda y tercera temporada de 2017 y 2018 respectivamente.
Gracias a su papel en la ficción, le ha permitido ingresar al reparto recurrente de la otra producción del mismo canal Al fondo hay sitio en 2016, interpretando a Marco Sandoval, el pretendiente temporal de Grace Gonzáles. En el año 2018, participa en el antagónico principal de la telenovela musical Cumbia pop como Mauro Guerra, líder de la banda criminal Los Truchos y examigo de Jonathan Michi.
A partir de 2019, Dulzaides inicia su radicación en España para estudiar máster en actuación de la mano de Jesús Colmenar, director de la serie La casa de papel. Al poco tiempo, viaja a México para incluirse en el reparto principal de la serie mexicana Travesuras de la niña mala, basada en la obra homónima escrita por Mario Vargas Llosa, en 2023 como Juan Barreto, un chico de nacionalidad peruana homosexual.
En el año 2024, fue coprotagonista de la película La madre de la producción de Fox Latinoamérica, asumiendo el papel de Juan Cínderos, un policía. Seguidamente, Dulzaides asume el protagónico de la serie This Never Happened al lado de la actriz María José de la Cruz, interpretando a Mateo ese año.
Regresa al Perú, sumándose al reparto antagónico principal de la telenovela Tu nombre y el mío, en el personaje de Matías Montero, hijo mayor del productor musical Marcial Montero y enamorado temporal de Cassandra Sánchez.

## Problemas judiciales
En el año 2018, Dulzaides fue involucrado junto a los acusados Piero Gaitán García, hijo del músico Rodolfo Gaitán Castro, y Diego Núñez en el caso de violación sexual a una joven en el restaurante de comida rápida McDonald's, ubicado en el distrito de Miraflores. Este hecho se dio cerca de las 2 de la madrugada del 14 de junio de ese año. Tras lo sucedido, Dulzaides se retira del Perú hasta que solucionen los problemas en su contra.

## Filmografía

### Televisión
| Año       | Título                     | Rol                                 | Notas                    | Emisión            | País   |
| --------- | -------------------------- | ----------------------------------- | ------------------------ | ------------------ | ------ |
| 2013      | Avenida Perú               | Lucas Flores Donayre                | Reparto principal        | ATV                | Perú   |
| 2015-2018 | Ven, baila, quinceañera    | Mauricio Pablo Chávez               | Antagonista principal    | América Televisión | Perú   |
| 2015      | Nuestra historia           | Renzo                               | Reparto principal        | TV Perú            | Perú   |
| 2016      | Amigos y rivales VBQ       | Él mismo                            | Participante             | América Televisión | Perú   |
| 2016      | Valiente amor              | David                               | Reparto principal        | América Televisión | Perú   |
| 2018      | Cumbia pop                 | Mauro Guerra Castro                 | Antagonista protagonista | América Televisión | Perú   |
| 2023      | Travesuras de la niña mala | Juan Barreto                        | Reparto principal        | TelevisaUnivision  | México |
| 2023      | This Never Happened        | Mateo                               | Protagonista             | Vix                | México |
| 2024      | Tu nombre y el mío         | Matías Montero                      | Antagonista reformado    | América Televisión | Perú   |
| 2025      | Eres mi sangre             | Pablo Pinedo Vásquez / Diego García | Reparto principal        | América Televisión | Perú   |

### Cine
| Año  | Título                 | Rol           | Notas             | País   |
| ---- | ---------------------- | ------------- | ----------------- | ------ |
| 2018 | La sacamos del estadio |               | Reparto principal | Perú   |
| 2022 | La madre               | Juan Cínderos | Coprotagonista    | México |

## Premios y nominaciones
| Año  | Premios                   | Categoría     | Trabajo      | Resultado | Ref.  |
| ---- | ------------------------- | ------------- | ------------ | --------- | ----- |
| 2013 | Premios TV, Teatro y Cine | «Mejor debut» | Avenida Perú | Nominado  | [ 3 ] |